# Championnat de France de rink hockey 2017-2018
Navigation
Nationale 1 2016-2017 Nationale 1 2018-2019
L'édition 2017-2018 du championnat de France de rink hockey de Nationale 1 se déroule du 30 septembre 2017 au 2 juin 2018.
Organisé sous l'égide de la Fédération française de roller sports, le championnat est composé de douze équipes qui se rencontrent chacune deux fois, sous la forme de matchs aller-retour. Pour les équipes participantes, le championnat est entrecoupé par la coupe de France, ou par des compétitions internationales tel que la coupe CERS ou la Ligue européenne. Au terme de la saison, les équipes occupant les deux dernières places du classement sont reléguées en Nationale 2.

## Clubs engagés pour la saison 2017-2018
| \| Vaulx-en-Velin Coutras Saint-Omer La Roche-sur-Yon Nantes Mérignac Lyon Plonéour Noisy-le-Grand Créhen Ploufragan Quévert \| Localisation des clubs engagés dans le championnat. |
| Vaulx-en-Velin Coutras Saint-Omer La Roche-sur-Yon Nantes Mérignac Lyon Plonéour Noisy-le-Grand Créhen Ploufragan Quévert                                                           |

Les dix premiers du championnat de Nationale 1 2016-2017 et normalement, les deux équipes ayant terminé premières de chacune des deux poules de Nationale 2 participent à la compétition.

## Saison

### Classement de la saison régulière
| Rang | Équipe                | Pts | J  | G  | N | P  | Bp  | Bc  | Diff |
| ---- | --------------------- | --- | -- | -- | - | -- | --- | --- | ---- |
| 1    | HC Quévert            | 55  | 22 | 17 | 4 | 1  | 120 | 44  | +76  |
| 2    | SCRA Saint-Omer       | 53  | 22 | 16 | 5 | 1  | 107 | 36  | +71  |
| 3    | SA Mérignac           | 49  | 22 | 16 | 1 | 5  | 103 | 62  | +41  |
| 4    | CS Noisy-le-Grand     | 37  | 22 | 12 | 1 | 9  | 78  | 72  | +6   |
| 5    | Nantes ARH            | 33  | 22 | 10 | 3 | 9  | 89  | 74  | +15  |
| 6    | US Coutras            | 30  | 22 | 8  | 6 | 8  | 89  | 86  | +3   |
| 7    | LV La Roche-sur-Yon T | 29  | 22 | 8  | 5 | 9  | 115 | 88  | +27  |
| 8    | SPRS Ploufragan       | 28  | 22 | 8  | 4 | 10 | 91  | 84  | +7   |
| 9    | AL Plonéour-Lanvern   | 24  | 22 | 7  | 3 | 12 | 91  | 103 | -12  |
| 10   | RHC Lyon              | 18  | 22 | 5  | 3 | 17 | 63  | 103 | -40  |
| 11   | PA Créhen P           | 17  | 22 | 5  | 2 | 15 | 77  | 114 | -37  |
| 12   | ROC Vaulx-en-Velin P  | 4   | 22 | 1  | 1 | 20 | 49  | 206 | -157 |

|   | Champion et qualification en Ligue européenne |
|   | Qualification en Ligue européenne             |
|   | Qualification en Coupe CERS                   |
|   | Relégation en Nationale 2                     |
| T | Tenant du titre                               |
| P | Promu                                         |
| C | Vainqueur de la Coupe de France 2017          |

### Meilleurs buteurs
| Pl. | Nom                        | Club             | Buts |
| --- | -------------------------- | ---------------- | ---- |
| 1   | Toni Sero Gine             | Quévert          | 49   |
| 2   | Duarte Manuel Neto Delgado | Plonéour-Lanvern | 30   |
| 3   | Jacobo Mantinan            | Saint-Omer       | 30   |

### Feuilles de match
Les feuilles de match sont issues du site officiel de la Fédération française de roller sports : ffroller.fr. 
1. ↑  Rapport 36095 du 30/09/2017 : Ploufragan - La Roche-sur-Yon
2. ↑  Rapport 36096 du 30/09/2017 : Noisy-le-Grand - Mérignac
3. ↑  Rapport 36097 du 30/09/2017 : Vaulx-en-Velin - Créhen
4. ↑  Rapport 36098 du 30/09/2017 : Nantes - Coutras
5. ↑  Rapport 36099 du 30/09/2017 : Lyon - Plonéour-Lanvern
6. ↑  Rapport 36100 du 30/09/2017 : Saint-Omer - Quévert
7. ↑  Rapport 36101 du 07/10/2017 : La Roche-sur-Yon - Saint-Omer
8. ↑  Rapport 36102 du 07/10/2017 : Quévert - Lyon
9. ↑  Rapport 36103 du 07/10/2017 : Plonéour-Lanvern - Nantes
10. ↑  Rapport 36104 du 07/10/2017 : Coutras - Vaulx-en-Velin
11. ↑  Rapport 36105 du 07/10/2017 : Mérignac - Créhen
12. ↑  Rapport 36106 du 07/10/2017 : Noisy-le-Grand - Ploufragan
13. ↑  Rapport 36107 du 14/10/2017 : La Roche-sur-Yon - Noisy-le-Grand
14. ↑  Rapport 36108 du 14/10/2017 : Ploufragan - Créhen
15. ↑  Rapport 36109 du 14/10/2017 : Mérignac - Coutras
16. ↑  Rapport 36110 du 14/10/2017 : Vaulx-en-Velin - Plonéour-Lanvern
17. ↑  Rapport 36111 du 14/10/2017 : Nantes - Quévert
18. ↑  Rapport 36112 du 14/10/2017 : Lyon - Saint-Omer
19. ↑  Rapport 36113 du 21/10/2017 : Lyon - La Roche-sur-Yon
20. ↑  Rapport 36114 du 21/10/2017 : Saint-Omer - Nantes
21. ↑  Rapport 36115 du 21/10/2017 : Quévert - Vaulx-en-Velin
22. ↑  Rapport 36116 du 21/10/2017 : Plonéour-Lanvern - Mérignac
23. ↑  Rapport 36117 du 21/10/2017 : Coutras - Ploufragan
24. ↑  Rapport 36118 du 21/10/2017 : Noisy-le-Grand - Créhen
25. ↑  Rapport 36119 du 28/10/2017 : La Roche-sur-Yon - Créhen
26. ↑  Rapport 36120 du 28/10/2017 : Noisy-le-Grand - Coutras
27. ↑  Rapport 36121 du 28/10/2017 : Ploufragan - Plonéour-Lanvern
28. ↑  Rapport 36122 du 28/10/2017 : Mérignac - Quévert
29. ↑  Rapport 36123 du 28/10/2017 : Vaulx-en-Velin - Saint-Omer
30. ↑  Rapport 36124 du 28/10/2017 : Nantes - Lyon
31. ↑  Rapport 36125 du 11/11/2017 : Nantes - La Roche-sur-Yon
32. ↑  Rapport 36126 du 11/11/2017 : Lyon - Vaulx-en-Velin
33. ↑  Rapport 36127 du 11/11/2017 : Saint-Omer - Mérignac
34. ↑  Rapport 36128 du 11/11/2017 : Quévert - Ploufragan
35. ↑  Rapport 36129 du 11/11/2017 : Plonéour-Lanvern - Noisy-le-Grand
36. ↑  Rapport 36130 du 11/11/2017 : Coutras - Créhen
37. ↑  Rapport 36131 du 18/11/2017 : La Roche-sur-Yon - Coutras
38. ↑  Rapport 36132 du 18/11/2017 : Créhen - Plonéour-Lanvern
39. ↑  Rapport 36133 du 18/11/2017 : Noisy-le-Grand - Quévert
40. ↑  Rapport 36134 du 18/11/2017 : Ploufragan - Saint-Omer
41. ↑  Rapport 36135 du 18/11/2017 : Mérignac - Lyon
42. ↑  Rapport 36136 du 18/11/2017 : Vaulx-en-Velin - Nantes
43. ↑  Rapport 36137 du 02/12/2017 : Vaulx-en-Velin - La Roche-sur-Yon
44. ↑  Rapport 36138 du 02/12/2017 : Nantes - Mérignac
45. ↑  Rapport 36139 du 02/12/2017 : Lyon - Ploufragan
46. ↑  Rapport 36140 du 02/12/2017 : Saint-Omer - Noisy-le-Grand
47. ↑  Rapport 36141 du 02/12/2017 : Quévert - Créhen
48. ↑  Rapport 36142 du 02/12/2017 : Plonéour-Lanvern - Coutras
49. ↑  Rapport 36143 du 16/12/2017 : La Roche-sur-Yon - Plonéour-Lanvern
50. ↑  Rapport 36144 du 16/12/2017 : Coutras - Quévert
51. ↑  Rapport 36145 du 16/12/2017 : Créhen - Saint-Omer
52. ↑  Rapport 36146 du 16/12/2017 : Noisy-le-Grand - Lyon
53. ↑  Rapport 36147 du 16/12/2017 : Ploufragan - Nantes
54. ↑  Rapport 36148 du 16/12/2017 : Mérignac - Vaulx-en-Velin
55. ↑  Rapport 36149 du 20/01/2018 : Mérignac - La Roche-sur-Yon
56. ↑  Rapport 36150 du 20/01/2018 : Vaulx-en-Velin - Ploufragan
57. ↑  Rapport 36151 du 20/01/2018 : Nantes - Noisy-le-Grand
58. ↑  Rapport 36152 du 20/01/2018 : Lyon - Créhen
59. ↑  Rapport 36153 du 20/01/2018 : Saint-Omer - Coutras
60. ↑  Rapport 36154 du 20/01/2018 : Plonéour-Lanvern - Quévert
61. ↑  Rapport 36155 du 27/01/2018 : La Roche-sur-Yon - Quévert
62. ↑  Rapport 36156 du 27/01/2018 : Plonéour-Lanvern - Saint-Omer
63. ↑  Rapport 36157 du 27/01/2018 : Coutras - Lyon
64. ↑  Rapport 36158 du 27/01/2018 : Créhen - Nantes
65. ↑  Rapport 36159 du 27/01/2018 : Noisy-le-Grand - Vaulx-en-Velin
66. ↑  Rapport 36160 du 27/01/2018 : Ploufragan - Mérignac
67. ↑  Rapport 36161 du 03/02/2018 : La Roche-sur-Yon - Ploufragan
68. ↑  Rapport 36162 du 03/02/2018 : Mérignac - Noisy-le-Grand
69. ↑  Rapport 36163 du 03/02/2018 : Créhen - Vaulx-en-Velin
70. ↑  Rapport 36164 du 03/02/2018 : Coutras - Nantes
71. ↑  Rapport 36165 du 03/02/2018 : Plonéour-Lanvern - Lyon
72. ↑  Rapport 36166 du 03/02/2018 : Quévert - Saint-Omer
73. ↑  Rapport 36167 du 10/02/2018 : Saint-Omer - La Roche-sur-Yon
74. ↑  Rapport 36168 du 10/02/2018 : Lyon - Quévert
75. ↑  Rapport 36169 du 10/02/2018 : Nantes - Plonéour-Lanvern
76. ↑  Rapport 36170 du 10/02/2018 : Vaulx-en-Velin - Coutras
77. ↑  Rapport 36171 du 10/02/2018 : Créhen - Mérignac
78. ↑  Rapport 36172 du 10/02/2018 : Ploufragan - Noisy-le-Grand
79. ↑  Rapport 36173 du 03/03/2018 : Noisy-le-Grand - La Roche-sur-Yon
80. ↑  Rapport 36174 du 03/03/2018 : Créhen - Ploufragan
81. ↑  Rapport 36175 du 03/03/2018 : Coutras - Mérignac
82. ↑  Rapport 36176 du 03/03/2018 : Plonéour-Lanvern - Vaulx-en-Velin
83. ↑  Rapport 36177 du 03/03/2018 : Quévert - Nantes
84. ↑  Rapport 36178 du 03/03/2018 : Saint-Omer - Lyon
85. ↑  Rapport 36179 du 24/03/2018 : La Roche-sur-Yon - Lyon
86. ↑  Rapport 36180 du 24/03/2018 : Vaulx-en-Velin - Quévert
87. ↑  Rapport 36181 du 24/03/2018 : Mérignac - Plonéour-Lanvern
88. ↑  Rapport 36182 du 24/03/2018 : Ploufragan - Coutras
89. ↑  Rapport 36183 du 24/03/2018 : Créhen - Noisy-le-Grand
90. ↑  Rapport 36184 du 24/03/2018 : Nantes - Saint-Omer
91. ↑  Rapport 36185 du 07/04/2018 : Créhen - La Roche-sur-Yon
92. ↑  Rapport 36186 du 07/04/2018 : Coutras - Noisy-le-Grand
93. ↑  Rapport 36187 du 07/04/2018 : Plonéour-Lanvern - Ploufragan
94. ↑  Rapport 36188 du 07/04/2018 : Quévert - Mérignac
95. ↑  Rapport 36189 du 07/04/2018 : Saint-Omer - Vaulx-en-Velin
96. ↑  Rapport 36190 du 07/04/2018 : Lyon - Nantes
97. ↑  Rapport 36191 du 14/04/2018 : La Roche-sur-Yon - Nantes
98. ↑  Rapport 36192 du 14/04/2018 : Vaulx-en-Velin - Lyon
99. ↑  Rapport 36193 du 14/04/2018 : Mérignac - Saint-Omer
100. ↑  Rapport 36194 du 14/04/2018 : Ploufragan - Quévert
101. ↑  Rapport 36195 du 14/04/2018 : Noisy-le-Grand - Plonéour-Lanvern
102. ↑  Rapport 36196 du 14/04/2018 : Créhen - Coutras
103. ↑  Rapport 36197 du 28/04/2018 : Coutras - La Roche-sur-Yon
104. ↑  Rapport 36198 du 28/04/2018 : Plonéour-Lanvern - Créhen
105. ↑  Rapport 36199 du 28/04/2018 : Quévert - Noisy-le-Grand
106. ↑  Rapport 36200 du 28/04/2018 : Saint-Omer - Ploufragan
107. ↑  Rapport 36201 du 28/04/2018 : Lyon - Mérignac
108. ↑  Rapport 36202 du 28/04/2018 : Nantes - Vaulx-en-Velin
109. ↑  Rapport 36203 du 05/05/2018 : La Roche-sur-Yon - Vaulx-en-Velin
110. ↑  Rapport 36204 du 05/05/2018 : Mérignac - Nantes
111. ↑  Rapport 36205 du 05/05/2018 : Ploufragan - Lyon
112. ↑  Rapport 36206 du 05/05/2018 : Noisy-le-Grand - Saint-Omer
113. ↑  Rapport 36207 du 05/05/2018 : Créhen - Quévert
114. ↑  Rapport 36208 du 05/05/2018 : Coutras - Plonéour-Lanvern
115. ↑  Rapport 36209 du 19/05/2018 : Plonéour-Lanvern - La Roche-sur-Yon
116. ↑  Rapport 36210 du 19/05/2018 : Quévert - Coutras
117. ↑  Rapport 36211 du 19/05/2018 : Saint-Omer - Créhen
118. ↑  Rapport 36212 du 19/05/2018 : Lyon - Noisy-le-Grand
119. ↑  Rapport 36213 du 19/05/2018 : Nantes - Ploufragan
120. ↑  Rapport 36214 du 19/05/2018 : Vaulx-en-Velin - Mérignac
121. ↑  Rapport 36215 du 26/05/2018 : La Roche-sur-Yon - Mérignac
122. ↑  Rapport 36216 du 26/05/2018 : Ploufragan - Vaulx-en-Velin
123. ↑  Rapport 36217 du 26/05/2018 : Noisy-le-Grand - Nantes
124. ↑  Rapport 36218 du 26/05/2018 : Créhen - Lyon
125. ↑  Rapport 36219 du 26/05/2018 : Coutras - Saint-Omer
126. ↑  Rapport 36220 du 26/05/2018 : Quévert - Plonéour-Lanvern
127. ↑  Rapport 36221 du 02/06/2018 : Quévert - La Roche-sur-Yon
128. ↑  Rapport 36222 du 02/06/2018 : Saint-Omer - Plonéour-Lanvern
129. ↑  Rapport 36223 du 02/06/2018 : Lyon - Coutras
130. ↑  Rapport 36224 du 02/06/2018 : Nantes - Créhen
131. ↑  Rapport 36225 du 02/06/2018 : Vaulx-en-Velin - Noisy-le-Grand
132. ↑  Rapport 36226 du 02/06/2018 : Mérignac - Ploufragan